# Гонцкевич, Александр Иосифович
Александр Иосифович Гонцкевич (19 февраля 1880, Брянск, Орловская губерния — 9 февраля 1935, Москва) — русский и советский архитектор. Автор проектов станций «Библиотека имени Ленина» и «Александровский сад» Московского метрополитена. Брат архитектора и художника Е. И. Гонцкевича.

## Биография

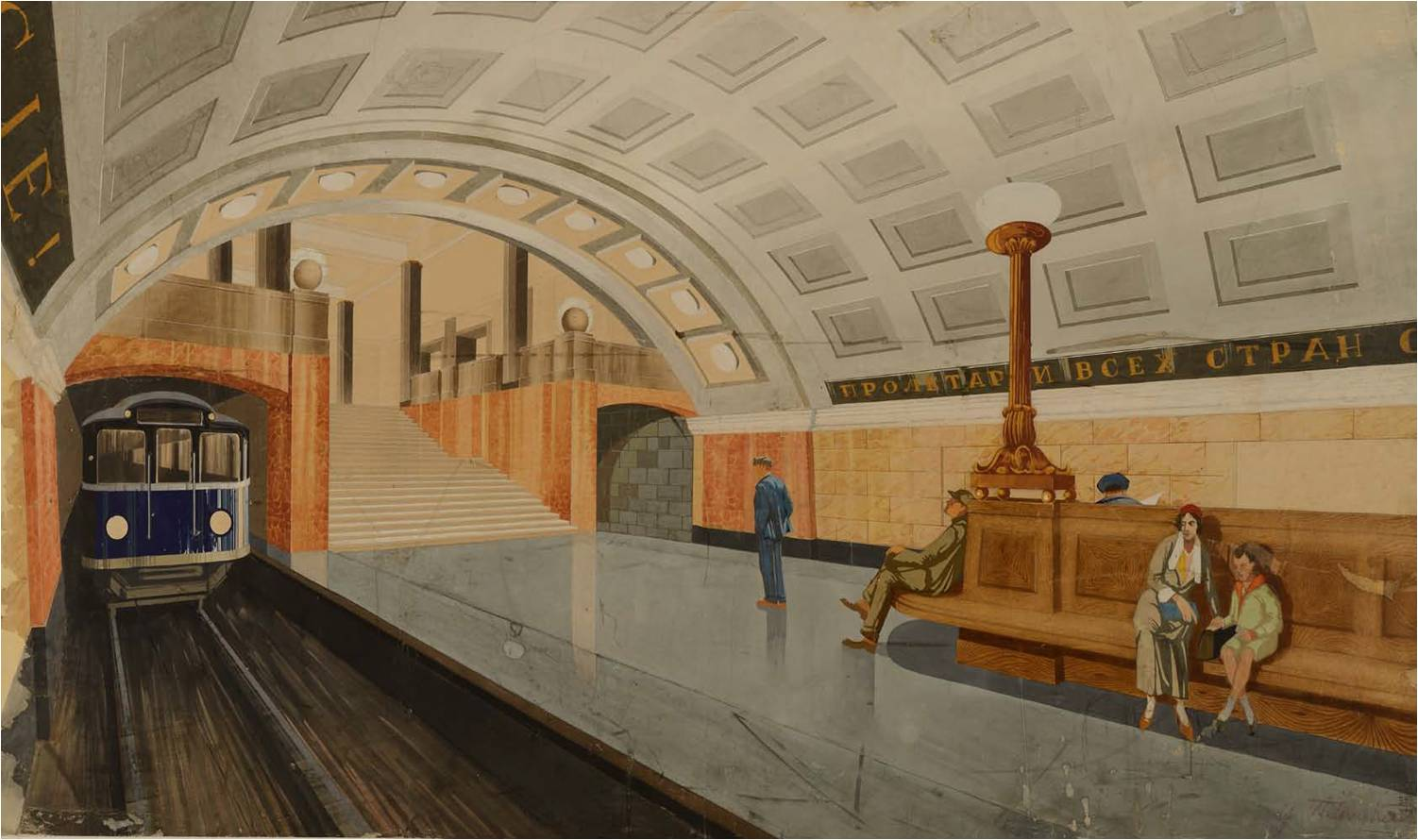
Проект станции «Библиотека имени Ленина»

Александр Гонцкевич родился 19 февраля 1880 года в Брянске в дворянской семье. Женился на девушке дворянского происхождения. Поступил на архитектурный факультет Высшего художественного училища при Санкт-Петербургской Императорской академии художеств. Во время учёбы среди прочих выполнил план монастыря Ахпат в Армении. После окончания училища в 1907 году работал архитектором.
В отличие от эмигрировавшего во Францию брата Е. И. Гонцкевича, принял советскую власть. В конце 1931 года вошёл в штат нового архитектурного бюро технического отдела «Метростроя» (руководитель С. М. Кравец). Разработал проекты станций первой очереди Московского метрополитена «Библиотека имени Ленина» и «Улица Коминтерна» (ныне «Александровский сад», совместно с С. С. Сулиным). Единственный из архитекторов был награждён значком «Ударнику похода им. Кагановича».
Жил в Москве по адресу: Гусятников переулок, дом 11, квартира 4. Умер 11 февраля 1935 года, не дожив 3 месяца до открытия спроектированных им станций метро. Похоронен на Новодевичьем кладбище (участок 3, ряд 60, место 48).